# 上海燻蛋

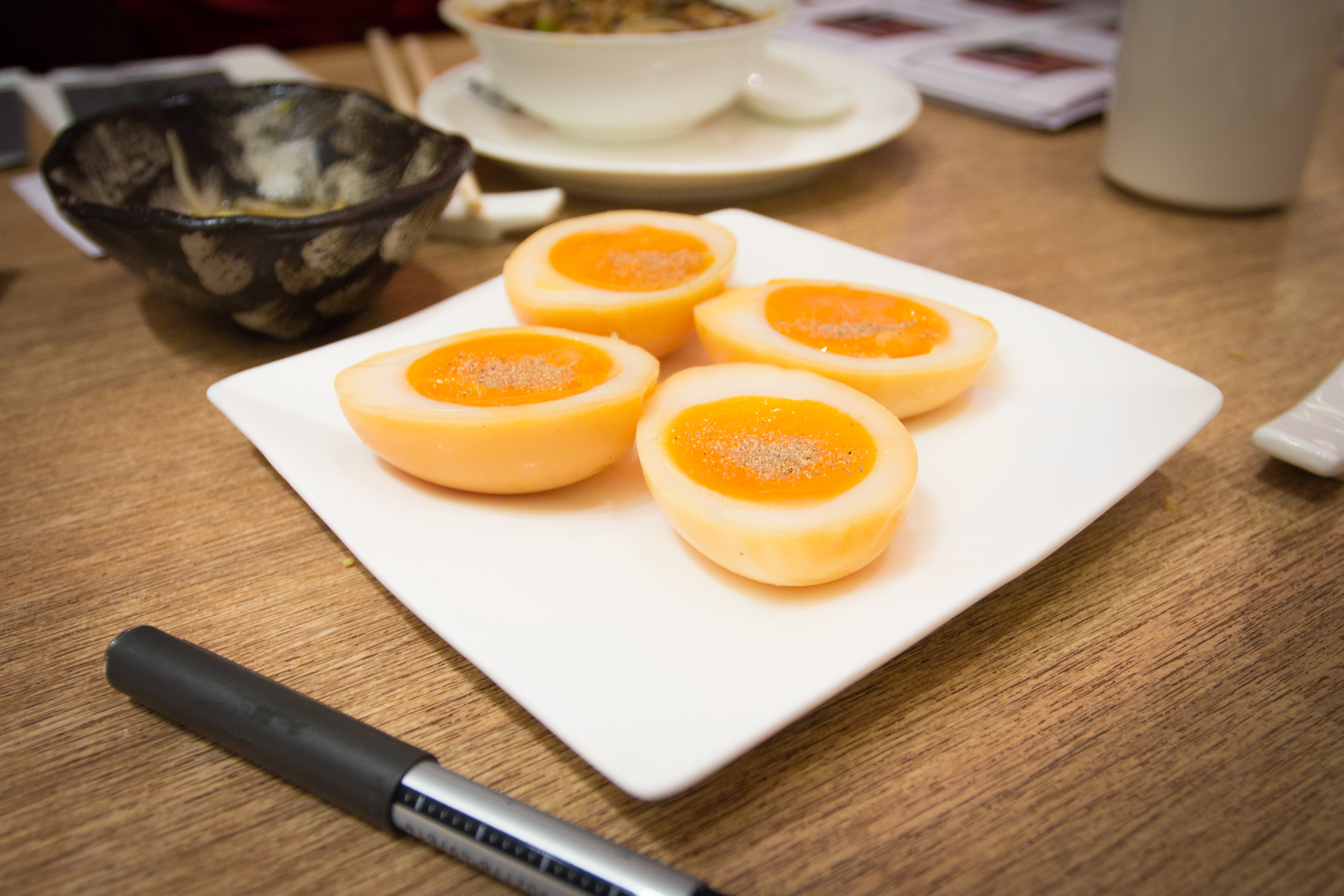
燻蛋

上海燻蛋是一種把已除殼的雞蛋或鴨蛋利用煙燻的方式煮熟的一種上海菜。煮好的燻蛋，口感鬆嫩，蛋黃會呈半凝固，而蛋的表面亦會形成一種煙燻的顏色。